# Zagadnienie własne dla operatora Laplace’a
Operator T odwrotny do operatora Laplace’a definiujemy następująco.
Rozpatrzmy zagadnienie własne dla równania Poissona z zerowymi warunkami brzegowymi, tj.
{\displaystyle {\begin{cases}-\triangle {u(x)}=\lambda {u(x)},&x\in \Omega \subseteq \mathbb {R} ^{n}\\u(x)=0,&x\in \partial \Omega \end{cases}}}
gdzie {\displaystyle \lambda \in \mathbb {R} } jest wartością własną operatora Laplace’a, a funkcja {\displaystyle u(x)\neq 0}
funkcją własną. W języku przestrzeni Sobolewa możemy napisać, że
{\displaystyle u\in W_{0}^{1,2}.} Zdefiniujmy operator:
{\displaystyle T:L^{2}(\Omega )\to W_{0}^{1,2}(\Omega )\subseteq L^{2}(\Omega )}
następująco:
{\displaystyle T(f)=u\Leftrightarrow -\triangle u=f,}
tj. {\displaystyle u} jest słabym rozwiązaniem równania Poissona.

## Własności operatora odwrotnego do operatora Laplace’a
1. Operator {\displaystyle T} jest dobrze określony, liniowy, ciągły.
2. Operator {\displaystyle T} jest zwarty.
3. Operator {\displaystyle T} jest samosprzężony.

## Wartości własne operatora Laplace’a
Z twierdzenia spektralnego dla operatorów zwartych i samosprzężonych wynika, że:
1. Wszystkie wartości własne operatora Laplace’a na ograniczonym obszarze {\displaystyle \Omega \subseteq \mathbb {R} ^{n}} są dodatnie, mają skończone krotności, a {\displaystyle +\infty } jest punktem skupienia wartości własnych.
2. Istnieje baza ortonormalna przestrzeni {\displaystyle L^{2}(\Omega )} złożona z funkcji własnych laplasjanu.